# Dioscorea trifida
Dioscorea trifida — це вид квіткових рослин, що належить до родини Dioscoreaceae. Цей вид ямсу (рід Dioscorea) походить з Карибського басейну, Центральної та Південної Америки. Його називають індійський ямс, куш-куш і ямпі.  У Венесуелі його називають mapuey, у Бразилії — inhame, у Колумбії — tabena та ñame, у Перу — sacha papa,  а у Коста-Ріці — ñampi. 

## Опис
Ця рослина є ліаною, довжина якої може перевищувати 3 метри.  Одна рослина може мати до 12 стебел, які вкриті декількома перетинчастими стулками. Вони ростуть з коренів з бульбами різної форми та розміру, зазвичай до 20 сантиметрів завдовжки та 8 завширшки.  Листя має довжину від 23 до 30 сантиметрів, з пластинами, розділеними на загострені частки, і розташованими на довгих крилатих черешках. У пазухах розташовані зелені квітки з шістьма крихітними листочками оцвітини. Плід — крилата, злегка опушена коробочка довжиною приблизно до 2,7 см. 

## Використання
Цей вид ямсу культивується для вживання в їжу в деяких частинах Америки, особливо в Південній Америці та деяких країнах Карибського басейну. Крохмалиста бульба має тонку гладку шкірку з деякими тріщинами. Вона може мати різні форми, але зазвичай є сферичною або булавоподібною, або має форму кінського копита. Бульба буває різного кольору, включаючи білий, фіолетовий і чорний. Культуру вирощують так само, як картоплю, але для опори їй необхідно поставити міцний трельяж. Розмножується посадкою дрібних бульб або шматочками бульб. Урожай можна збирати через 10-11 місяців. 
Бульбу варять для вживання в їжу. Її можна запікати або варити. У Венесуелі та Колумбії її готують у пюре або використовують для приготування супів. У деяких країнах Карибського басейну її називають «найкращим із ямсу».  Для деяких корінних народів це основний продукт харчування.
У бульбі міститься близько 38% крохмалю. Це воскоподібний крохмаль, у якому відсутня амілоза, і його потенційно можна використовувати як сполучну речовину та загусник у харчовій промисловості.